# Orathanadu
Orathanadu (o Orattanadu, Orattanad, Orathanad) è una suddivisione dell'India, classificata come town panchayat, di 10.268 abitanti, situata nel distretto di Thanjavur, nello stato federato del Tamil Nadu. In base al numero di abitanti la città rientra nella classe IV (da 10.000 a 19.999 persone).

## Geografia fisica
La città è situata a 10° 37' 0 N e 79° 16' 0 E e ha un'altitudine di 1 m s.l.m..

## Società

### Evoluzione demografica
Al censimento del 2001 la popolazione di Orathanadu assommava a 10.268 persone, delle quali 5.035 maschi e 5.233 femmine. I bambini di età inferiore o uguale ai sei anni assommavano a 1.066, dei quali 532 maschi e 534 femmine. Infine, coloro che erano in grado di saper almeno leggere e scrivere erano 7.655, dei quali 4.075 maschi e 3.580 femmine.